# Pyramidula cephalonica
Pyramidula cephalonica ist eine Schneckenart in der Familie der Pyramidenschnecken (Pyramidulidae) aus der Unterordnung der Landlungenschnecken (Stylommatophora).

## Merkmale
Das rechtsgewundene Gehäuse ist niedrig-konisch, Es misst bis 1,8 mm in der Höhe und 2,6 mm in der Breite. Die 4½ Windungen nehmen regelmäßig zu und sind durch eine tiefe Naht voneinander abgesetzt. Sie sind an der Peripherie gut gerundet. Die letzte Windung wird an der Basis stumpf gekantet. Der offene Nabel nimmt mindestens ein Drittel der Gehäusebreite ein. Die Mündung ist quereiförmig und relativ klein. Der Mundsaum ist gerade, im Bereich des Nabel umgeschlagen.
Das Gehäuse ist gelblichbraun. Die Oberfläche des Teleoconches weist deutliche Anwachsstreifen auf, die fast rippenartig verstärkt sein können. Der Protoconch ist annähernd glatt.

## Ähnliche Arten
Das stark abgeflachte Gehäuse ähnelt im Höhen/Breiten-Index Pyramidula pusilla, besitzt jedoch eine gröbere Anwachsstreifung und einen breiteren Nabel.

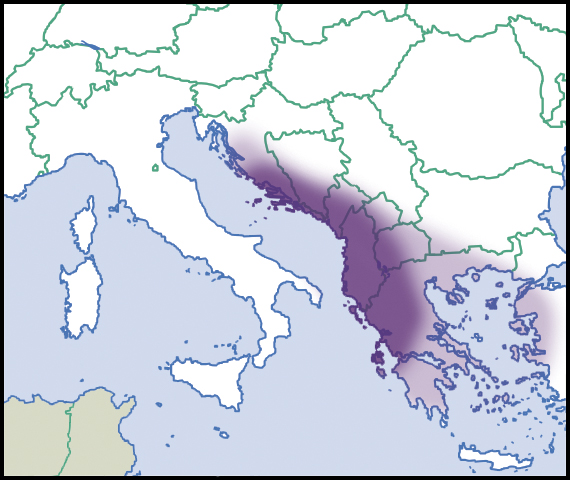
Verbreitungsgebiet der Art

## Geographische Verbreitung und Lebensraum
Das Verbreitungsgebiet reicht vom nördlichen Dalmatien, Bulgarien bis nach Griechenland und die Westtürkei. Sie leben dort auf kalkigem Untergrund.

## Taxonomie
Das Taxon wurde von Carl Agardh Westerlund als Patula (Pyramidula) rupestris (Stud. Drp.) var. cephalonica aufgestellt. Das Taxon ist allgemein anerkannt.